# 朱恬烄
瀋宣王朱恬烄（？—1582年），明朝第六代瀋王，憲王朱胤栘的嫡第二子。他在嘉靖三十一年（1552年）襲封瀋王，在位三十年，萬曆十年（1582年）去世。萬曆十二年（1584年）其嫡長子朱珵堯嗣位。著有《綠筠軒槀》。

## 子孫
- 嫡長子：瀋世子→瀋定王朱珵堯
- 嫡次子：保定惠順王朱珵坦
- 庶三子：德化溫簡王朱珵㙨
- 庶五子：靈壽康穆王朱珵塏
- 庶六子：六合王朱珵埏
- 庶子：鎮國將軍朱珵睦[2]

| 前任： 父憲王朱胤栘 | 明瀋國國王 1552年－1582年 | 繼任： 子定王朱珵堯 |